# Роберт Малліган
Роберт Малліган (англ. Robert Mulligan, 23 серпня 1925, Нью-Йорк — 20 грудня 2008, Лайм) — американський режисер кіно і телебачення, сценарист і продюсер, найбільш відомий роботою над фільмами «Убити пересмішника» (1962), «Влітку 42-го» (1971), «Інше» (1972), «В цей же час, в наступному році» (1978) і «Людина на Місяці» (1991). У 1960-і роки співпрацював з продюсером Аланом Пакулою.